# Marest-sur-Matz
Marest-sur-Matz ist eine französische Gemeinde mit 377 Einwohnern (Stand: 1. Januar 2022) im Département Oise in der Region Hauts-de-France. Sie gehört zum Arrondissement Compiègne und zum Kanton Thourotte. Die Einwohner werden Marestois genannt.

## Geographie
Die Gemeinde Marest-sur-Matz liegt etwa elf Kilometer nördlich von Compiègne am Fluss Matz, einem Nebenfluss der Oise. Umgeben wird Marest-sur-Matz von den Nachbargemeinden Élincourt-Sainte-Marguerite im Norden, Chevincourt im Nordosten und Osten, Mélicocq im Osten und Südosten, Villers-sur-Coudun im Süden und Südwesten sowie Vandélicourt im Westen und Nordwesten.

## Bevölkerungsentwicklung
| Jahr                       | 1962 | 1968 | 1975 | 1982 | 1990 | 1999 | 2006 | 2013 | 2021 |
| -------------------------- | ---- | ---- | ---- | ---- | ---- | ---- | ---- | ---- | ---- |
| Einwohner                  | 269  | 236  | 241  | 260  | 302  | 376  | 393  | 409  | 380  |
| Quellen: Cassini und INSEE |      |      |      |      |      |      |      |      |      |

## Sehenswürdigkeiten
- Kirche Saint-Vaast aus dem 12. Jahrhundert

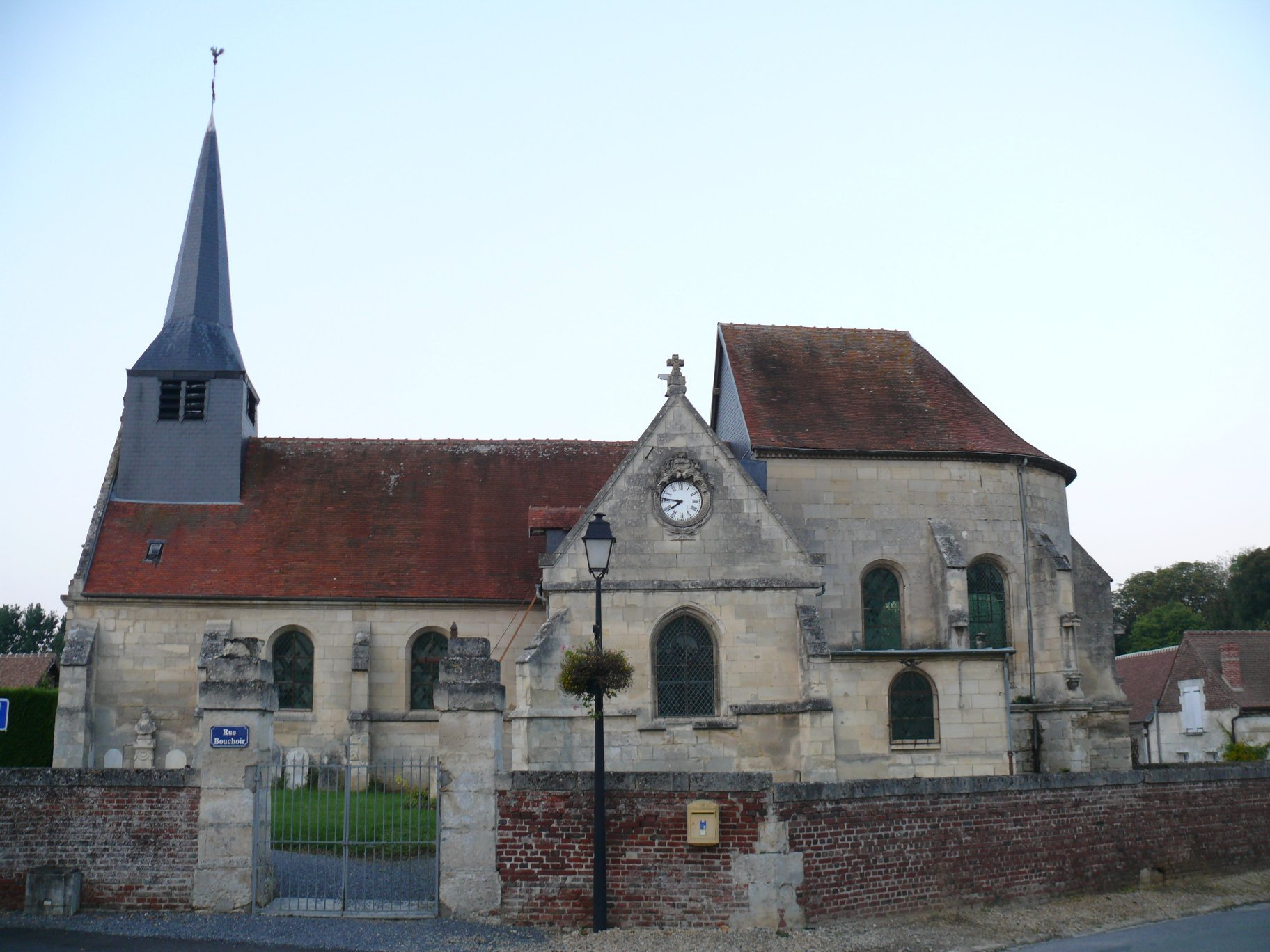
Kirche Saint-Vaast

- Wasserturm